# 孟光水坝
孟光水坝是一座位于马来西亚槟城州威中县大山脚的水坝，北海市区位于该水坝以东北28公里。这座大坝也是威省地区（大陆）的唯一一个水坝，也是该州在槟岛亞依淡投入使用后建设的第二个水坝。这座水坝于1985年耗资6260万建成，由前槟州首长敦阿旺哈山医生开幕。孟光水坝的积水面积目前为3.9平方公里，总蓄水量则可达864亿升，是槟城州内最大型的水坝，约相等于10个亚依淡大坝。孟光水坝于2011年8月1日开始，至2016年7月31日期间对公众关闭进行扩建和改造工程。扩建工程耗资2亿美元，其中包括将水坝的高度增高11米（36英尺），并向西延伸1.7 km（1.1 mi），提升蓄水容量和建设新的溢洪道。2020年10月26日，联邦政府正式将1和2A阶段扩建后的孟光水坝管理权交还给槟州政府。

## 扩建工程
孟光水坝扩建项目（MDEP）是马来西亚联邦政府于2011年进行的国家水务重组计划（NWSRI）中，提升槟城州供水基础建设的一部分。这也代表中央政府同意资助槟城州政府与槟州供水机构以实施孟光水坝扩建项目，放眼解决槟州在21世纪开始不断增长的供水需求。2011年，这项12亿的工程开工，整个扩建工程也可分为4个主要阶段。扩建的第一阶段工程为新建设一座坝顶长度为2公里，坝高为56.6米的新水坝，以及将原本的水坝结构抬高11公里和其他相关工程。两座水坝随后被连接起来，组成一个容水量更大的水库，积水面积也从原本的1.74平方公里提升至3.4平方公里，最大有效容量则为864亿升。该工程由中国水利电力对外公司马来西亚分公司负责，并于2017年竣工。扩建后的孟光水坝坝高42米，坝顶则长3公里。2A阶段工程则为升级麦苏隆泵站，将居林河的原水抽水能力从每日2亿公升提升至4亿公升，则于2017年9月28日完成。
马来西亚环境及水务部（KASA）于2020年10月26日，将已完成第1及第2A阶段工程的孟光水坝移交予槟城州政府。而中央政府也将在未来进行第2B及2C阶段工程，以确保充当旱季战略储水计划的孟光水坝可以最大化地操作。其中2B阶段的工程为，铺设从麦苏隆泵站至双溪赖运河的7公里长、直径1.6公尺的原水管。这条新的管道也会将水坝的原水提取能力从每日3亿公升，增加至6亿公升。截止2021年仍处于征地的最后阶段，也计划在2021年开展工程。2C阶段的工程为，建造一个日传4亿4000公升水的拉哈威泵站，以通过从第二个原水资源姆达河中抽水来快速填充和补充水坝。目前已纳入兰斗班让建设新水闸的可行性研究中，以供中央政府考虑。

## 休闲用途
孟光水坝周边由大山脚森林公园的山丘环绕，向北一面则以高堤阻撑，堤面离最低处的地面约有20多米。水坝周围的土地也建有休息公园，筑有健步及休闲走道，是威省居民休闲的好去处。孟光水坝也在马来西亚行动管制令期间对部分公众在遵守标准作业程序（SOP）的情况下开放。
在扩建工程进行前，孟光水坝是一年一度的槟城国际龙舟赛的举办场所。这场多彩缤纷的竞赛会有设有龙头饰的船只在水库中竞技，并伴以观众的加油打气。比赛在舵手敲击打鼓后正式开始，打鼓的节拍会逐渐增强，并在穿越终点线时达到最高点。